# Cona, Sơn Nam
Cona, (chữ Tạng: མཚོ་སྣ་རྫོང་; Wylie: mtsho sna rdzong; ZWPY: Cona Zong, tiếng Trung: 错那市; bính âm: Cuònà Shì, Hán Việt: Thác Na thị) là một thành phố cấp huyện của địa khu Sơn Nam (Lhoka), khu tự trị Tây Tạng, Trung Quốc. Trung Quốc tuyên bố chủ quyền với phần lớn bang Arunachal Pradesh của Ấn Độ, trong đó phần diện tích mà Trung Quốc coi là thuộc về thành phố Cona lên tới 34.979 km², song trên thực tế thành phố chỉ quản lý được 10.094 km² diện tích tranh chấp.

### Trấn
- Thác Na 错那镇

### Hương
- Khố Cục 库局乡
- Khúc Trác Mộc 曲卓木乡
- Lãng Pha 浪坡乡
- Giác Lạp 觉拉乡
- Tạp Đạt 卡达乡

### Hương dân tộc
- Hương dân tộc Monpa - Lặc 勒门巴民族乡
- Hương dân tộc Monpa - Cống Nhật 贡日门巴民族乡
- Hương dân tộc Monpa - Cát Ba 吉巴门巴民族乡
- Hương dân tộc Monpa - Ma Mã 麻玛门巴民族乡